# Rabou
Rabou est une commune française située dans le département des Hautes-Alpes en région Provence-Alpes-Côte d'Azur.

## Géographie
La commune de Rabou est située au sud-est du massif du Dévoluy, entre le plateau de Bure et la montagne de Charance. Son territoire, fortement entaillé par le Petit Buëch et ses affluents, est incliné du nord (alt. 2 062 mètres au pic Merlette) au sud (1 020 mètres sur le Petit Buëch au pied du village). Commune montagnarde, Rabou dispose de rares terres cultivables dans le vallon de la Rivière, et d'espaces boisés sur les pentes orientées au nord, mais la plus grande partie de sa surface est rocheuse et couverte de végétation rase seulement propice au pacage des ovins.
L'habitat est semi-dispersé, réparti entre de petits hameaux (le Serre, la Chau, la Rivière) et divers lieudits. La population, essentiellement agricole, qui avait fortement chuté jusqu'à la fin des années 1960, s'est stabilisée depuis 2000. La vie de la commune pâtit de son isolement : bien qu'elle soit proche géographiquement de Gap et de la Roche-des-Arnauds, elle n'est desservie que par une petite route sinueuse (départementale 503) en direction de la route Gap - Veynes. Mis à part les petites routes reliant les principaux hameaux, l'intérieur de la commune ne dispose que de chemins muletiers.

### Climat
Pour des articles plus généraux, voir Climat de Provence-Alpes-Côte d'Azur et Climat des Hautes-Alpes.
En 2010, le climat de la commune est de type climat de montagne, selon une étude du Centre national de la recherche scientifique s'appuyant sur une série de données couvrant la période 1971-2000. En 2020, Météo-France publie une typologie des climats de la France métropolitaine dans laquelle la commune est exposée à un climat de montagne ou de marges de montagne et est dans la région climatique Alpes du sud, caractérisée par une pluviométrie annuelle de 850 à 1 000 mm, minimale en été.
Pour la période 1971-2000, la température annuelle moyenne est de 8,1 °C, avec une amplitude thermique annuelle de 16,8 °C. Le cumul annuel moyen de précipitations est de 1 089 mm, avec 8,2 jours de précipitations en janvier et 6,1 jours en juillet. Pour la période 1991-2020, la température moyenne annuelle observée sur la station météorologique de Météo-France la plus proche, « Gap », sur la commune de Gap à 7 km à vol d'oiseau, est de 11,5 °C et le cumul annuel moyen de précipitations est de 863,3 mm. 
La température maximale relevée sur cette station est de 38,2 °C, atteinte le 23 août 2023 ; la température minimale est de −15,3 °C, atteinte le 5 février 2012,,.
Les paramètres climatiques de la commune ont été estimés pour le milieu du siècle (2041-2070) selon différents scénarios d'émission de gaz à effet de serre à partir des nouvelles projections climatiques de référence DRIAS-2020. Ils sont consultables sur un site dédié publié par Météo-France en novembre 2022.

## Urbanisme

### Typologie
Au 1er janvier 2024, Rabou est catégorisée commune rurale à habitat très dispersé, selon la nouvelle grille communale de densité à 7 niveaux définie par l'Insee en 2022.
Elle est située hors unité urbaine. Par ailleurs la commune fait partie de l'aire d'attraction de Gap, dont elle est une commune de la couronne,. Cette aire, qui regroupe 73 communes, est catégorisée dans les aires de 50 000 à moins de 200 000 habitants,.

### Occupation des sols
L'occupation des sols de la commune, telle qu'elle ressort de la base de données européenne d’occupation biophysique des sols Corine Land Cover (CLC), est marquée par l'importance des forêts et milieux semi-naturels (98,4 % en 2018), une proportion identique à celle de 1990 (98,4 %). La répartition détaillée en 2018 est la suivante : 
milieux à végétation arbustive et/ou herbacée (43,7 %), forêts (30,4 %), espaces ouverts, sans ou avec peu de végétation (24,3 %), zones agricoles hétérogènes (1,6 %).
L'évolution de l’occupation des sols de la commune et de ses infrastructures peut être observée sur les différentes représentations cartographiques du territoire : la carte de Cassini (XVIIIe siècle), la carte d'état-major (1820-1866) et les cartes ou photos aériennes de l'IGN pour la période actuelle (1950 à aujourd'hui).

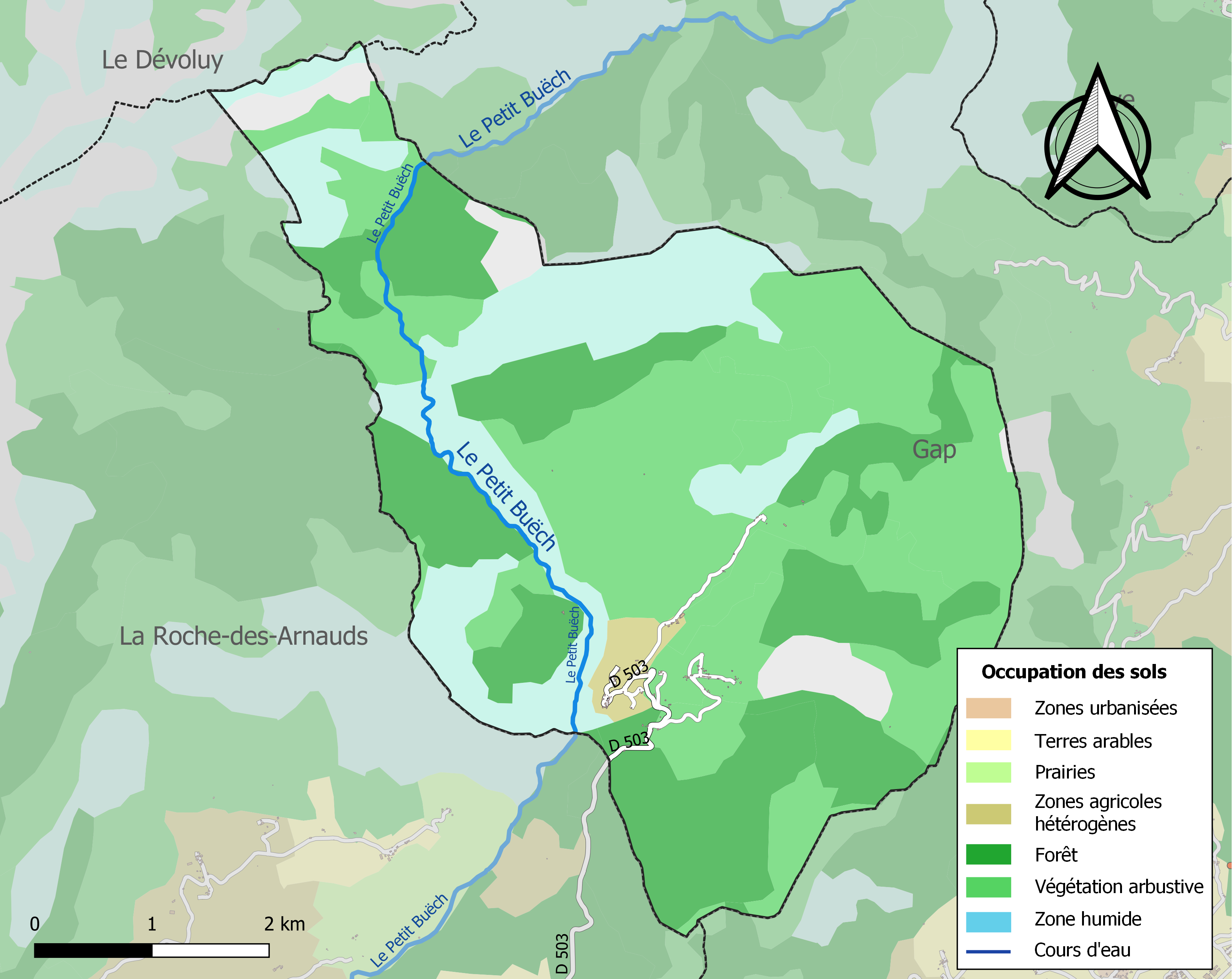
Carte de l'occupation des sols de la commune en 2018 (CLC).

## Toponymie
Nous retrouvons ce toponyme sous les formes Rabaonum en 1188; Rabaons en 1220; Rabaorum en 1232 dans le cartulaire du monastère de Durbon ; de Rabono en 1289, castrum Rabode au XVe siècle.
Mot dialectal signifiant « ravin, escarpement » ; probablement du provençal régional rabio, « enragé, furieux », souvent donné à des torrents impétueux dévalant de fortes pentes ; lui-même du latin rabies, « fureur, violence, rage ».
Rabòu en vivaro-alpin, semble désigner un endroit escarpé, une gorge ou un ravin ; la topologie du terrain avec ses toutes proches gorges du Petit Buëch semble confirmer l'interprétation de ce toponyme.

## Histoire
Rabou a la même histoire féodale que sa voisine Chaudun.
En 1184, l'empereur Frédéric Barberousse confirma au chapitre de Gap la propriété de Rabou.
Dans les années suivantes, les seigneurs de la Roche-des-Arnauds donnèrent aux Chartreusines de Saint-André de Prébayon un territoire nommé Berthaud situé dans les communautés de Rabou et de Chaudun. Une colonie de ces religieuses vint y fonder une chartreuse connue comme Sainte-Marie d'Aurouse. La Chartreuse de Bertaud comptait, au XIIIe siècle, 25 religieuses et 6 frères chargés des intérêts matériels. Elle prospéra jusqu'en 1448, mais fut alors détruite par un incendie. En 1467, les religieuses se retirèrent à Durbon, en Bochaine.
La paroisse de Rabou, sous le patronage de saint Sébastien et saint Gervais, s'étendit jusqu'au XVIIe siècle sur les communautés de Rabou et de Chaudun.
En 1789, aux questions de la commission intermédiaire des États de la province, il fut répondu notamment : 
- « Il n'y a point de village, mais seulement quatre hameaux... Il peut y avoir quatre cents personnes, grandes ou petites. »
- « Les murs des bâtiments sont à chaux et sable ; les rez-de-chaussée forment l'habitation des gens et des bêtes. Les toits sont couverts en paille. »
- « La récolte ne consiste qu'en blé, seigle et grains transaux... Il n'y a aucun arbre produisant fruits, de quelque espèce que ce soit... Il y a quelques bois et autres futaies et broussailles, seulement suffisants pour le nécessaire des habitants. Il y a un bois de haute futaie considérable, qui appartient et se trouve possédé par MM. du Chapitre de Gap, seigneurs de Rabou. »

La commune, qui appartenait initialement au canton de la Roche-des-Arnauds, fut rattachée à celui de Gap en 1801, puis à Gap-Campagne en 1973. Depuis l'élection en mars 2015 des nouveaux « conseils départementaux » créés par la réforme de 2013, Rabou appartient au nouveau canton de Veynes.
La commune a été réunie en 1972 à La Roche-des-Arnauds, mais rétablie en 1983.

## Politique et administration

### Liste des maires
| Période                                  | Période    | Identité           | Étiquette | Qualité |
| ---------------------------------------- | ---------- | ------------------ | --------- | ------- |
| Les données manquantes sont à compléter. |            |                    |           |         |
| mars 2001                                |            | Jean-Paul Gascard  |           |         |
|                                          | avril 2008 | Philippe Deininger |           |         |
| avril 2008                               | avril 2014 | Martine Barbet     |           |         |
| avril 2014                               | En cours   | Fabien Gascard     | SE        |         |

En 2014, ont été élus au conseil municipal (scrutin uninominal) : au premier tour Mme Hubaud, MM. Gascard, Dejean, Vasconi, Panseri, Deininger ; au second tour M. Marcellin. Mme Barbet ne se représentait pas.

## Population et société

### Démographie
L'évolution du nombre d'habitants est connue à travers les recensements de la population effectués dans la commune depuis 1793. Pour les communes de moins de 10 000 habitants, une enquête de recensement portant sur toute la population est réalisée tous les cinq ans, les populations de référence des années intermédiaires étant quant à elles estimées par interpolation ou extrapolation. Pour la commune, le premier recensement exhaustif entrant dans le cadre du nouveau dispositif a été réalisé en 2004.

En 2022, la commune comptait 90 habitants, en évolution de +18,42 % par rapport à 2016 (Hautes-Alpes : +0,4 %, France hors Mayotte : +2,11 %).
| 1793 | 1800 | 1806 | 1821 | 1831 | 1836 | 1841 | 1846 | 1851 |
| ---- | ---- | ---- | ---- | ---- | ---- | ---- | ---- | ---- |
| 379  | 388  | 426  | 384  | 422  | 386  | 372  | 360  | 352  |

| 1856 | 1861 | 1866 | 1872 | 1876 | 1881 | 1886 | 1891 | 1896 |
| ---- | ---- | ---- | ---- | ---- | ---- | ---- | ---- | ---- |
| 314  | 291  | 294  | 302  | 300  | 300  | 274  | 267  | 270  |

| 1901 | 1906 | 1911 | 1921 | 1926 | 1931 | 1936 | 1946 | 1954 |
| ---- | ---- | ---- | ---- | ---- | ---- | ---- | ---- | ---- |
| 272  | 262  | 253  | 205  | 168  | 159  | 146  | 115  | 88   |

| 1962 | 1968 | 1990 | 1999 | 2004 | 2006 | 2009 | 2014 | 2019 |
| ---- | ---- | ---- | ---- | ---- | ---- | ---- | ---- | ---- |
| 35   | 34   | 46   | 67   | 78   | 76   | 78   | 79   | 87   |

| 2022 | - | - | - | - | - | - | - | - |
| ---- | - | - | - | - | - | - | - | - |
| 90   | - | - | - | - | - | - | - | - |

## Lieux et monuments

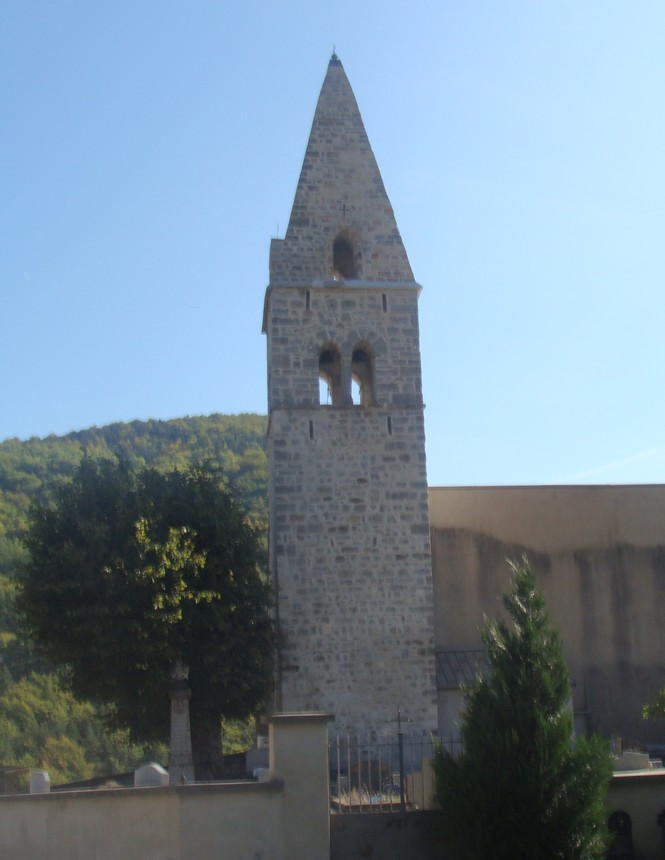
Le clocher de l'église.

- Le site du village, sur un promontoire rocheux dominant le confluent du Petit Buëch et de son affluent le torrent de la Rivière.
- L'église Saint-Sébastien-Saint-Gervais-et-Saint-Protais de Rabou, importante pour une si petite paroisse, possède un imposant clocher-tour en pierre.
- Le défilé du Petit Buëch, traversant la commune selon un axe nord-sud, et franchi seulement en deux endroits : au lieudit Berthaud, où se trouvait il y a plusieurs siècles une chartreuse aujourd'hui disparue, et, plus proche du village, à Moissière, par un « pont romain ». La vallée peut être remontée en suivant le « sentier des Bans » en direction de Chaudun (GR 93), avec embranchement à Berthaud vers le col de Rabou et le Dévoluy (GR 94), et vers le col de Conode (GR 94B).
- Le canyon de Rabou, sur le torrent de la Rivière, au pied du village (accès interdit en aval de la route)[22].
- La crète de Charance, qui borde la commune à l'est, accessible au col de Guizière (1 649 mètres), d'où on a vue sur le bassin de Gap.

## Personnalités liées à la commune
- Dominique Chaix (1730-1799), botaniste, curé des Baux, dont la maison natale est encore visible dans les gorges du Petit Buëch[23].